# 天美北
天美北（あまみきた）は、大阪府松原市にある地名。2024年現在の行政地名は天美北一丁目から天美北八丁目。

## 地理
松原市の北西部に位置する。東は大阪市平野区瓜破南、東から南にかけて天美東、北は大阪市東住吉区住道矢田、さらに西側には天美西と挟まれる細長い領域として大阪市東住吉区矢田七丁目とも接する。

### 河川
- 大和川

## 歴史

### 沿革
- 1967年（昭和42年）、池内町・城連寺町・芝町・油上町の各一部より成立[5]。

## 世帯数と人口
2024年（令和6年）2月29日現在の世帯数と人口は以下の通りである。
| 丁目         | 世帯数    | 人口    |
| ------------ | --------- | ------- |
| 天美北一丁目 | 55世帯    | 177人   |
| 天美北二丁目 | 305世帯   | 576人   |
| 天美北三丁目 | 1,065世帯 | 1,891人 |
| 天美北四丁目 | 89世帯    | 175人   |
| 天美北五丁目 | 278世帯   | 558人   |
| 天美北六丁目 | 309世帯   | 599人   |
| 天美北七丁目 | 427世帯   | 801人   |
| 天美北八丁目 | 75世帯    | 164人   |
| 計           | 2,603世帯 | 4,941人 |

### 人口の変遷
国勢調査による人口の推移。
| 1995年（平成7年）  | 7,436人 | [ 6 ]  |  |
| 2000年（平成12年） | 6,293人 | [ 7 ]  |  |
| 2005年（平成17年） | 5,502人 | [ 8 ]  |  |
| 2010年（平成22年） | 5,191人 | [ 9 ]  |  |
| 2015年（平成27年） | 4,795人 | [ 10 ] |  |
| 2020年（令和2年）  | 4,846人 | [ 11 ] |  |

### 世帯数の変遷
国勢調査による世帯数の推移。
| 1995年（平成7年）  | 2,693世帯 | [ 6 ]  |  |
| 2000年（平成12年） | 2,381世帯 | [ 7 ]  |  |
| 2005年（平成17年） | 2,116世帯 | [ 8 ]  |  |
| 2010年（平成22年） | 2,103世帯 | [ 9 ]  |  |
| 2015年（平成27年） | 2,088世帯 | [ 10 ] |  |
| 2020年（令和2年）  | 2,213世帯 | [ 11 ] |  |

## 学区
市立小・中学校に通う場合、学区は以下の通りとなる。
| 丁目         | !番/番地等 | 小学校               | 中学校                 |
| ------------ | ---------- | -------------------- | ---------------------- |
| 天美北一丁目 | 全域       | 松原市立天美北小学校 | 松原市立松原第二中学校 |
| 天美北二丁目 | 全域       | 松原市立天美北小学校 | 松原市立松原第二中学校 |
| 天美北三丁目 | 全域       | 松原市立天美北小学校 | 松原市立松原第二中学校 |
| 天美北四丁目 | 全域       | 松原市立天美北小学校 | 松原市立松原第二中学校 |
| 天美北五丁目 | 全域       | 松原市立天美北小学校 | 松原市立松原第二中学校 |
| 天美北六丁目 | 全域       | 松原市立天美北小学校 | 松原市立松原第二中学校 |
| 天美北七丁目 | 全域       | 松原市立天美小学校   | 松原市立松原第五中学校 |
| 天美北八丁目 | 全域       | 松原市立天美小学校   | 松原市立松原第五中学校 |

## 事業所
2021年（令和3年）現在の経済センサス調査による事業所数と従業員数は以下の通りである。
| 丁目         | 事業所数  | 従業員数 |
| ------------ | --------- | -------- |
| 天美北一丁目 | 4事業所   | 86人     |
| 天美北二丁目 | 20事業所  | 136人    |
| 天美北三丁目 | 22事業所  | 185人    |
| 天美北四丁目 | 21事業所  | 278人    |
| 天美北五丁目 | 24事業所  | 162人    |
| 天美北六丁目 | 12事業所  | 98人     |
| 天美北七丁目 | 17事業所  | 79人     |
| 天美北八丁目 | 7事業所   | 30人     |
| 計           | 127事業所 | 1,054人  |

## 交通

### バス
- 北港観光バス[14]
  - あびこ天美北線：天美北2丁目 - 城連寺住宅前 - 天美北3丁目 - 天美北5丁目 - あまみ神社前 - 久多美神社前
- ぐるりん号[15]
  - 南北ルート天美・布忍方面：天美北2丁目 → 城蓮寺雇用促進住宅前 → 天美北3丁目 → 大和川西運動広場西
  - 西ルート：大和川西運動広場 → 天美北2丁目 → 城蓮寺雇用促進住宅前 → 天美北3丁目 → 城蓮寺コミュニティセンター前

### 道路
- 大阪府道26号大阪狭山線
- 大阪府道179号住吉八尾線

## 施設
- 木の実幼稚園
- 天美北保育園
- 松原天美北郵便局
- 最勝寺
- 大和川西青少年運動広場

## 郵便
- 郵便番号：580-0031[3]（集配局：松原郵便局[16]）。

## ギャラリー

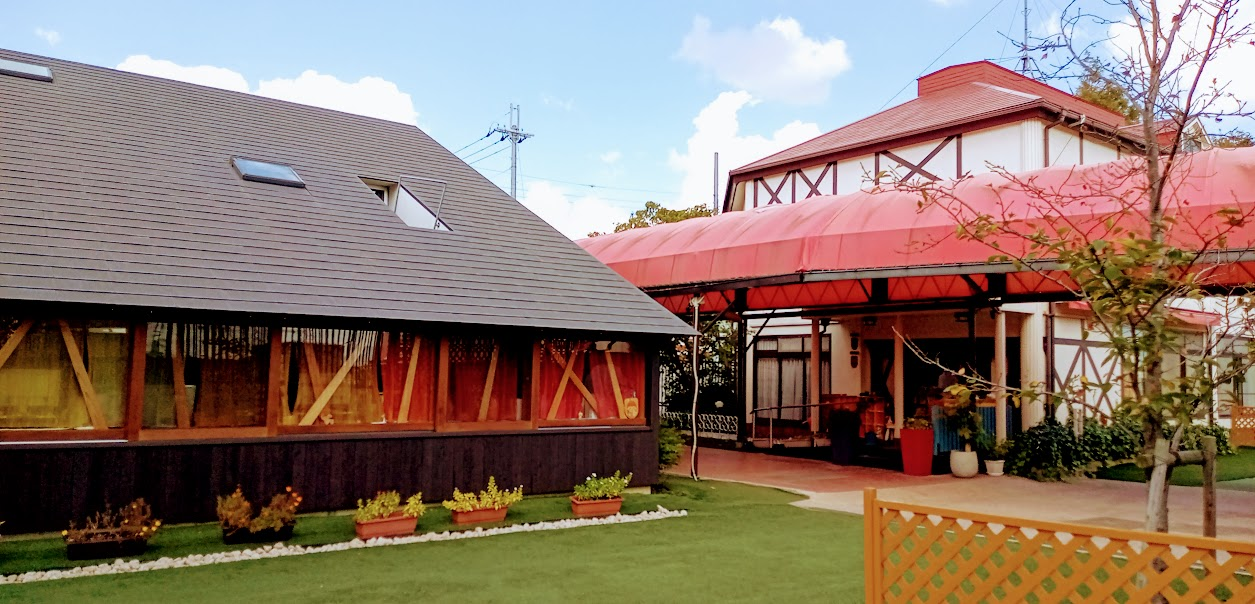
木の実幼稚園
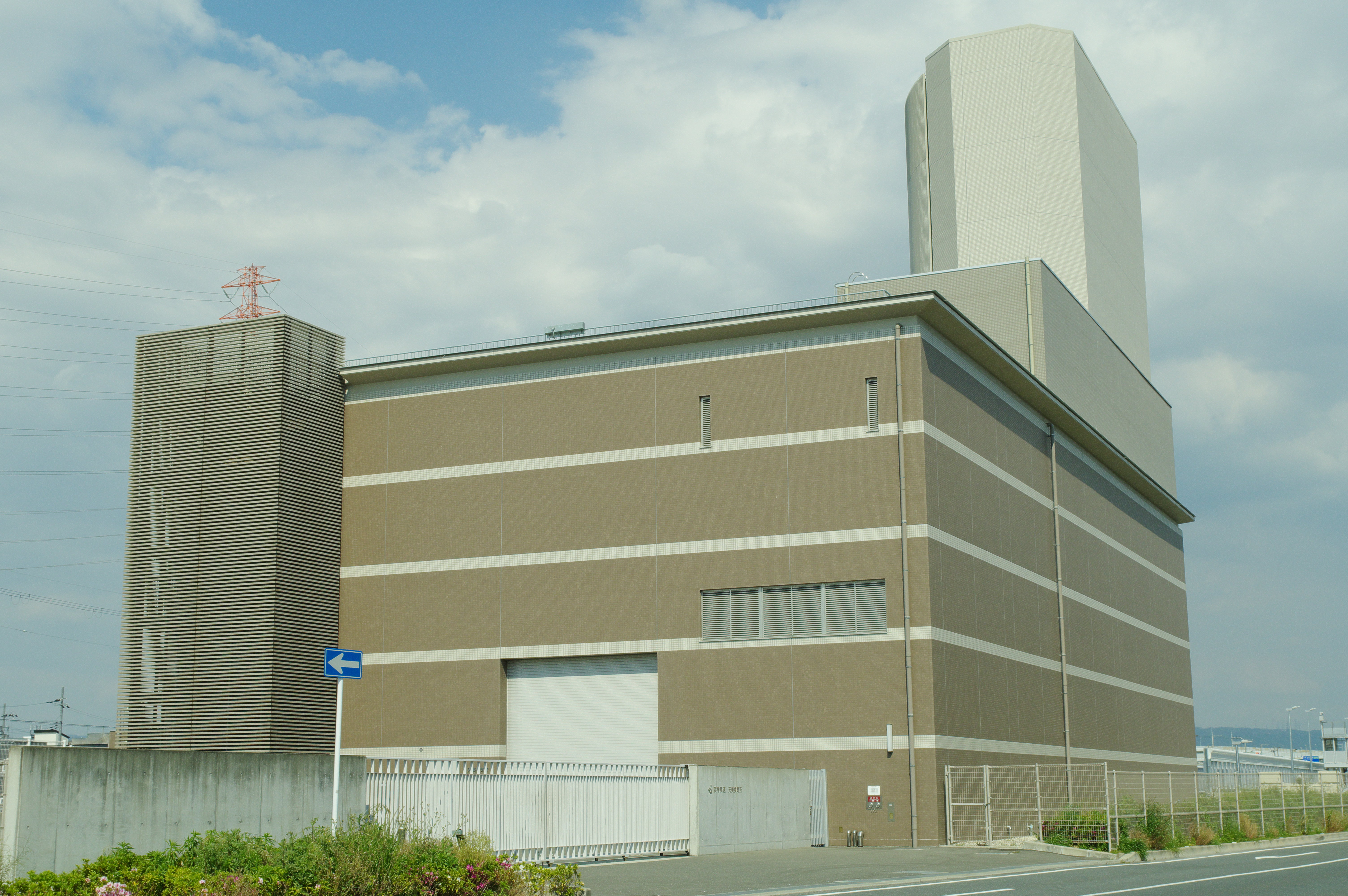
阪神高速大和川線天美換気所